# Linognathus africanus
Linognathus africanus är en insektsart som beskrevs av Kellogg och Paine 1911. Linognathus africanus ingår i släktet Linognathus och familjen nötlöss. Inga underarter finns listade i Catalogue of Life.